# خودکانونی

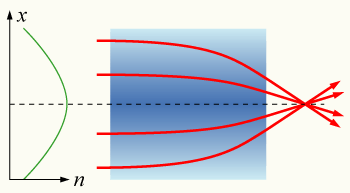
نوری که از عدسی با شاخص-تدریجی عبور می‌کند، مانند عدسی کاو متمرکز می‌شود. در خودکانونی، ضریب شکست تدریجی توسط خود نور القا می‌شود.

خودکانونی (به انگلیسی: Self-focusing) یا خودکانونِش یک فرایند نوری غیرخطی است که در اثر تغییر در ضریب شکست موادی که در معرض تابش الکترومغناطیسی شدید قرار دارند، ایجاد می‌شود. محیطی که ضریب شکست آن با شدت میدان الکتریکی افزایش می‌یابد، مانند یک عدسی متمرکزکننده برای یک موج الکترومغناطیسی که با یک گرادیان شدت عرضی اولیه مشخص می‌شود، مانند پرتو لیزر، عمل می‌کند. شدت پیک ناحیه خودکانونی با عبور موج از میان محیط، تا زمانی که اثرات واگرا یا آسیب محیط، این فرایند را قطع کند، افزایش می‌یابد. خودکانونی شدن نور توسط گورگن آسکاریان کشف شد.
خودکانونی اغلب زمانی مشاهده می‌شود که تابش تولید شده توسط لیزرهای فمتوثانیه از میان بسیاری از جامدات، مایعات و گازها منتشر شود. بسته به نوع ماده و شدت تابش، چندین سازوکار باعث ایجاد تغییراتی در ضریب شکست می‌شوند که منجر به خودکانونی شدن می‌شود: موارد اصلی عبارتند از خودکانونی شدن القاشدهٔ کِر و خودکانونی شدن پلاسما.

## خودکانونی القاشدهٔ کِر
خودکانونی القاشدهٔ کِر برای اولین بار در دهه ۱۹۶۰ پیش‌بینی شد و با مطالعه برهمکنش لیزرهای یاقوت با شیشه‌ها و مایعات، به صورت تجربی تأیید شد. منشأ آن در اثر نوری کِر نهفته است، یک فرایند غیرخطی که در محیط‌های در معرض تابش الکترومغناطیسی شدید رخ می‌دهد و باعث تغییر در ضریب شکست {\displaystyle n} همان‌طور که توسط فرمول {\displaystyle n=n_{0}+n_{2}I} شرح داده شده است، می‌شود. که در آن n0 و n2 مؤلفه‌های خطی و غیرخطی ضریب شکست و I شدت تابش است. از آنجایی که n2 در بیشتر مواد مثبت است، ضریب شکست در ناحیه‌هایی که شدت بیشتر است، معمولاً در مرکز پرتو، بزرگتر می‌شود و یک پروفایل چگالی کانونی ایجاد می‌کند که به‌طور بالقوه منجر به فروپاشی پرتو روی خودش می‌شود. مشخص شده است که پرتوهای خودکانونی صرف نظر از شکل اولیه‌شان، به‌طور طبیعی به شکل پروفایل تاونز تکامل می‌یابند.
خودکانونی فراتر از آستانه توان می‌تواند منجر به فروپاشی لیزر و آسیب به محیط شود، که در صورتی رخ می‌دهد که توان تابش بیشتر از توان بحرانی باشد
{\displaystyle P_{\text{cr}}=\alpha {\frac {\lambda ^{2}}{4\pi n_{0}n_{2}}}} ،
که در آن λ طول‌موج تابش در خلأ و α ثابتی است که به توزیع فضایی اولیه پرتو بستگی دارد. اگرچه هیچ عبارت تحلیلی کلی برای α وجود ندارد، اما مقدار آن برای بسیاری از پروفایل‌های باریکه‌ای به صورت عددی استخراج شده است. حد پایین α ≈ ۱٫۸۶۲۲۵ است که مربوط به باریکه‌های تاونز است، در حالی که برای باریکه گاوسی α ≈ ۱٫۸۹۶۲ است.
برای هوا، n0 ≈ ۱، n2 ≈ ۴×10−23 m2/W برای λ برابر ۸۰۰ نانومتر، و توان بحرانی Pcr تقریباً برابر ۲٫۴ گیگاوات است که مربوط به انرژی حدود ۰٫۳ میلی‌ژول برای مدت زمان پالس ۱۰۰ فمتوثانیه است. برای سیلیس، n0 ≈ ۱٫۴۵۳ ،n2 ≈ ۲٫۴×10−20 m2/W, و توان بحرانی P cr ≈ ۲٫۸ MW است.
خودکانونی القاشدهٔ کِر برای بسیاری از کاربردها در فیزیک لیزر، هم به عنوان یک جزء کلیدی و هم به عنوان یک عامل محدودکننده، بسیار مهم است. برای مثال، فنون تقویت پالس چِرپ‌شده برای غلبه بر غیرخطی بودن‌ها و آسیب اجزای نوری که خودکانونی در تقویت پالس‌های لیزر فمتوثانیه ایجاد می‌کند، توسعه داده شد. از سوی دیگر، خودکانونی، سازوکار اصلی پشت مُدقُفل‌سازی عدسی-کِر، رشته‌سازی لیزر در محیط شفاف، خودفشردگی پالس‌های لیزری فراکوتاه، تولید پارامتری، و بسیاری از حوزه‌های بَرهمکنش لیزر-ماده به‌طور کلی است.

## خودکانونی و عدم واکانونی در محیط با بهره
کِلی پیش‌بینی کرد که اتم‌های دوتَرازی فراخ‌شده به‌طورهمگن، ممکن است هنگامی که فرکانس حامل {\displaystyle \omega }  در مرکز خط بهره {\displaystyle \omega _{0}} به سمت پایین یا بالا واتیون‌شده (detuned) است، نور را متمرکز یا واگرا کنند. انتشار پالس لیزر با پوشش با تغییرات آهسته {\displaystyle E({\vec {\mathbf {r} }},t)} در محیط بهره توسط معادله غیرخطی شرودینگر-فرانتز-نودویک کنترل می‌شود.
هنگامی که {\displaystyle \omega } به سمت پایین یا بالا از {\displaystyle \omega _{0}} تیون می‌شود، ضریب شکست تغییر می‌کند. واتیون‌سازی (detuning) «قرمز» منجر به افزایش ضریب شکست در طول اشباع گذار رزونانس، یعنی خودکانونی شدن، می‌شود، در حالی که برای واتیون‌سازی «آبی»، تابش در طول اشباع واکانونی (defocused) می‌شود:
{\displaystyle {\frac {\partial {{E}({\vec {\mathbf {r} }},t)}}{\partial z}}+{\frac {1}{c}}{\frac {\partial {{E}({\vec {\mathbf {r} }},t)}}{\partial t}}+{\frac {i}{2k}}\nabla _{\bot }^{2}E({\vec {\mathbf {r} }},t)=+ikn_{2}|E({\vec {\mathbf {r} }},t)|^{2}{{E}({\vec {\mathbf {r} }},t)}+}
{\displaystyle {\frac {\sigma N({\vec {\mathbf {r} }},t)}{2}}[1+i(\omega _{0}-\omega )T_{2}]{{E}({\vec {\mathbf {r} }},t)},\nabla _{\bot }^{2}={\frac {\partial ^{2}}{{\partial x}^{2}}}+{\frac {\partial ^{2}}{{\partial y}^{2}}},}
{\displaystyle {\frac {\partial {{N}({\vec {\mathbf {r} }},t)}}{\partial t}}=-{\frac {{N_{0}}({\vec {\mathbf {r} }})}{T_{1}}}-\sigma (\omega )N({\vec {\mathbf {r} }},t)|E({\vec {\mathbf {r} }},t)|^{2},}
که در اینجا {\displaystyle \sigma (\omega )={\frac {\sigma _{0}}{1+T_{2}^{2}(\omega _{0}-\omega )^{2}}}} سطح‌مقطع گسیل القاشده است، {\displaystyle {N_{0}}({\vec {\mathbf {r} }})} چگالی وارونگی جمعیت قبل از رسیدن پالس است، {\displaystyle T_{1}} و {\displaystyle T_{2}} طول‌عمرهای طولی و عرضی محیط دوترازی (two-level) هستند و {\displaystyle z} محور انتشار است.

## رشته‌سازی
پرتو لیزر با مشخصات مکانی صاف {\displaystyle {E}({\vec {\mathbf {r} }},t)} تحت تأثیر ناپایداری مدولاسیونی قرار دارد. پریشیدگی (perturbation) کوچک ناشی از ناهمواری‌ها و نقص‌های محیط در انتشار تقویت می‌شوند. این اثر به عنوان ناپایداری بِسپالوف-تالانوف شناخته می‌شود. در چارچوب معادله شرودینگر غیرخطی : {\displaystyle {\frac {\partial {{E}({\vec {\mathbf {r} }},t)}}{\partial z}}+{\frac {1}{c}}{\frac {\partial {{E}({\vec {\mathbf {r} }},t)}}{\partial t}}+{\frac {i}{2k}}\nabla _{\bot }^{2}E({\vec {\mathbf {r} }},t)=+ikn_{2}|E({\vec {\mathbf {r} }},t)|^{2}{{E}({\vec {\mathbf {r} }},t)}} .
نرخ رشد پریشیدگی یا افزایش ناپایداری {\displaystyle h} با اندازه رشته {\displaystyle \kappa ^{-1}} مرتبط است از طریق معادله ساده: {\displaystyle h^{2}=\kappa ^{2}(n_{2}|E({\vec {\mathbf {r} }},t)|^{2}-\kappa ^{2}/4k^{2})} تعمیم این ارتباط بین افزایش بسپالوف-تالانوف و اندازه رشته در محیط بهره به عنوان تابعی از بهره خطی {\displaystyle {\sigma N({\vec {\mathbf {r} }},t)}} و واتیون‌سازی {\displaystyle \delta \omega =\omega _{0}-\omega } در محقق شده بود.

## خودکانونی پلاسما
پیشرفت‌ها در فناوری لیزر اخیراً مشاهده خودکانونی در برهمکنش پالس‌های لیزر شدید با پلاسما را امکان‌پذیر کرده است. خودکانونی در پلاسما می‌تواند از طریق اثرات گرمایی، نسبیتی و پاندروموتیو رخ دهد. خودکانونی گرمایی (حرارتی) به دلیل گرمایش برخوردی پلاسمایی است که در معرض تابش الکترومغناطیسی قرار دارد: افزایش دما باعث انبساط هیدرودینامیکی می‌شود که منجر به افزایش ضریب شکست و گرمایش بیشتر می‌شود.
خودکانونی نسبیتی ناشی از افزایش جرم الکترون‌هایی است که با سرعتی نزدیک به سرعت نور حرکت می‌کنند، که ضریب شکست پلاسما nrel را طبق معادله زیر تغییر می‌دهد:
{\displaystyle n_{rel}={\sqrt {1-{\frac {\omega _{p}^{2}}{\omega ^{2}}}}}},
که در آن ω فرکانس زاویه‌ای تابش و ωp فرکانس پلاسمای اصلاح‌شده نسبیتی است {\displaystyle \omega _{p}={\sqrt {\frac {ne^{2}}{\gamma m\epsilon _{0}}}}} .
خودکانونی پاندروموتیو توسط نیروی پوندروموتیو ایجاد می‌شود که الکترون‌ها را از ناحیه‌ای که باریکه لیزر شدیدتر است، دور می‌کند، بنابراین ضریب شکست را افزایش داده و اثر کانونی را القا می‌کند.
ارزیابی سهم و تأثیر متقابل این فرایندها یک کار پیچیده است، اما آستانه مرجع برای خودکانونی پلاسما، توان بحرانی نسبیتی است
{\displaystyle P_{cr}={\frac {m_{e}^{2}c^{5}\omega ^{2}}{e^{2}\omega _{p}^{2}}}\simeq 17{\bigg (}{\frac {\omega }{\omega _{p}}}{\bigg )}^{2}\ {\textrm {GW}}},
که در آن ، e جرم الکترون، c سرعت نور، ω فرکانس زاویه‌ای تابش، e بار الکترون و ωp فرکانس پلاسما است. برای چگالی الکترونی 1019 سانتی‌متر مکعب و تابش در طول‌موج ۸۰۰ نانومتر، توان بحرانی حدود ۳ تِراوات است. چنین مقادیری با لیزرهای نوین که می‌توانند از توان‌های PW فراتر روند، قابل دستیابی هستند. به عنوان مثال، لیزری که پالس‌های ۵۰ فمتوثانیه با انرژی ۱ ژول ارائه می‌دهد، دارای توان اوج (پیک توان) ۲۰ تراوات است.
خودکانونی در پلاسما می‌تواند پَراش طبیعی را متعادل کرده و باریکه لیزر را کانالیزه کند. چنین اثری برای بسیاری از کاربردها مفید است، زیرا به افزایش طول برهمکنش بین لیزر و محیط کمک می‌کند. این امر، به عنوان مثال، در شتاب‌دهی ذرات با راه‌اندازی لیزری، طرح‌های همجوشی لیزری و تولید هارمونیک بالا، بسیار مهم است.

## خودکانونی انباشته‌شده
خودکانونی شدن می‌تواند توسط تغییر دائمی ضریب شکست ناشی از نوردهی چندپالسی القا شود. این اثر در شیشه‌هایی مشاهده شده است که در طول نوردهی تابش لیزر فرابنفش، ضریب شکست را افزایش می‌دهند. خودکانونی انباشته‌شده به عنوان یک هدایت‌ساز موج، به جای یک اثر عدسی‌شدگی (همگراشدگی یا لنزینگ) (lensing)، ایجاد می‌شود. مقیاس تشکیل فعال رشته‌های باریکه تابعی از دُوز (چَنده) تابش است. تکامل هر رشته پرتو به سمت یک تکینگی توسط حداکثر تغییر ضریب شکست القایی یا مقاومت شیشه در برابر آسیب لیزری محدود می‌شود.

## خودکانونی در مواد نرم و سیستم‌های پلیمری
خودکانونی همچنین می‌تواند در تعدادی از سیستم‌های ماده نرم، مانند محلول‌های پلیمرها و ذرات و همچنین فوتوپلیمرها (بسپارنوری) مشاهده شود. خودکانونی در سیستم‌های فوتوپلیمر با پرتوهای لیزر ریزمقیاس UV یا نور مرئی مشاهده شد. خودبه‌دام‌اندازی (self-trapping) نور ناهمدوس نیز بعداً مشاهده شد. خودکانونی همچنین می‌تواند در باریکه‌هایی پَهن‌مساحت مشاهده شود، که در آن پرتو دُچار رشته‌ای شدن یا ناپایداری مدولاسیون می‌شود، که خود به خود به تعداد زیادی از باریکه‌های خودکانونی ریزمقیاس یا رشته‌ها تقسیم می‌شود. تعادل خودکانونی و واگرایی طبیعی باریکه منجر به انتشار بدون واگرایی باریکه‌ها می‌شود. خودکانونی در محیط‌های فوتوپلیمرِش‌پَذیر (photopolymerizable) به دلیل ضریب شکست نور-واکُنشی (وابسته به واکنش نوری) و این واقعیت که ضریب شکست در پلیمرها متناسب با وزن مولکولی و درجه اتصال‌عرضی‌سازی است که در طول مدت فوتوپلیمرِش افزایش می‌یابد، امکان‌پذیر است.

## کتابشناسی
- Carrigan, Richard A.; Ellison, James A., eds. (1987). Relativistic Channeling. NATO ASI Series. Vol. 165. doi:10.1007/978-1-4757-6394-2. ISBN 978-1-4419-3207-5.